# محمد أبو رمضان
محمد عوني محمد أبو رمضان (وُلد في 24 يوليو 1953) رجل أعمال فلسطيني شغل منصب وزير دولة لشؤون التخطيط والتنمية الإدارية في حكومة سلام فياض الثالثة، وحكومتي رامي الحمد الله الأولى والثانية.

## حياته الشخصية
وُلد أبو رمضان في مدينة غزة عام 1953 إبان الإدارة المصرية لقطاع غزة.
كان والده عوني أبو رمضان أستاذًا ورجل أعمال في غزة وأحد أعضاء المجلس التشريعي الفلسطيني في قطاع غزة المنتخب عام 1962 وأحد أعضاء مجلس بلدي غزة. شغل شقيقه ماجد أبو رمضان منصب وزير الصحة في حكومة محمد مصطفى، وتشغل شقيقته هناء أبو رمضان منصب القنصل العام لدولة فلسطين في إسطنبول.
في يناير 2023، انتخب شقيقه عائد أبو رمضان رئيسًا لغرفة غزة التجارية الصناعية الزراعية.

## الحياة العملية
حصل أبو رمضان على درجة البكالوريوس في إدارة الأعمال من جامعة سيراكيوز في نيويورك في الولايات المتحدة.
كان عضوًا في مجلس إدارة سلطة النقد الفلسطينية، ونائبًا لرئيس مجلس إدارة مركز التجارة الفلسطيني، ويُعد منذ عام 2014 عضوًا في مجلس إدارة شركة أوريدو، ورئيسًا لمجلس تنظيم قطاع المياه الفلسطيني وأيضًا في مجموعة عمار.
في 15 أبريل 2024، عُين عضوًا في مجلس إدارة صندوق الاستثمار الفلسطيني.